# Wolumin (informatyka)
Wolumin – wydzielony obszar pamięci masowej służący do przechowywania informacji. Woluminami są m.in.:
- partycje na dysku twardym, obszary macierzy dyskowych RAID, pamięci flash itp., z założonym systemem plików;
- woluminy logiczne (LVM dla Linuxa, HP-UX czy NetBSD)
- udziały sieciowe (np. NFS, SMB, FTP);
- sformatowane dyskietki;
- dyski CD/DVD.

W systemach Windows wolumin jest formatowany przy wykorzystaniu jednego z obsługiwanych systemów plików i przydzielana mu jest wolna (nie używana jeszcze przez inne woluminy) litera jako identyfikator.  
Na dysku podstawowym (MBR) można utworzyć maksymalnie cztery partycje podstawowe lub trzy podstawowe i jedną rozszerzoną. Partycję rozszerzoną dzieli się następnie na dyski logiczne, przy czym powinna ona posiadać co najmniej jeden taki dysk logiczny, a maksymalnie 128. Ponieważ wybrany system plików można umieszczać na partycjach podstawowych i na dyskach logicznych, dlatego określenie wolumin jest utożsamiane z określeniem partycja i dysk. 
Dyski dynamiczne można podzielić na większą liczbę woluminów dynamicznych. W niektórych wersjach systemu Windows (głównie wersje profesjonalne) można scalić kilka oddzielnych dynamicznych dysków twardych w jeden wolumin dynamiczny (łączenie), można rozdzielić dane na kilka dysków twardych (rozkładanie) w celu zwiększenia wydajności lub zduplikować dane na kilku dyskach twardych (dublowanie) w celu zwiększenia niezawodności – (RAID programowy). 
Mianem woluminu określa się również fragmenty plików powstałe po podziale większej ilości danych na mniejsze części w celu ułatwienia przenoszenia tych danych. Funkcję podziału danych na woluminy udostępniają programy służące do kompresji (RAR, ZIP itp.) oraz wyspecjalizowane narzędzia służące jedynie do podziału oraz łączenia woluminów. Wolumin zawiera jedynie fragment całej porcji danych i w związku z tym do odtworzenia pełnej informacji wymagany jest komplet prawidłowych i nieuszkodzonych woluminów. Uszkodzenie jednego z woluminów równoznaczne jest z utratą wszystkich danych, których fragment zawierał uszkodzony wolumin. Niektóre programy obsługują funkcje naprawy uszkodzonych woluminów, jednak przeważnie wiąże się to z potrzebą dołączenia do każdego z nich dodatkowej informacji potrzebnej do ewentualnego odzyskiwania danych (ECC).